# Alcis stigmula
Alcis stigmula là một loài bướm đêm trong họ Geometridae.